# Громадський транспорт Кошиць

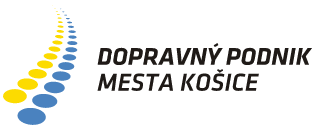
Логотип транспортної компанії Кошиць

Система громадського транспорту в Кошицях діє в місті Кошицях, Словаччина. Керує перевезеннями компанія Dopravný podnik mesta Košice (DPMK) та Транспортна компанія Кошиць.

## Історія
Першу транспортну компанію в Кошицях було засновано в 1891 році Штефаном Поппером, котрий керував будівництвом конки. Компанія мала угорську назву «Kassai villamos vasút», словацькою — «Košicke pouličné drahy», або українською  — «Кошицька вулична залізниця». У 1914 році всі колії було електрифіковано й компанію було перейменовано на «Kassai villamos közúti vasút» («Košicke elektrické pouličné drahy» словацькою, «Кошицька електрична вулична залізниця»).
Систему було зруйновано під час Першої та Другої світових війн. У 1945 році, після завершення воєнних дій, систему було знову перебудовано й засновано компанію з назвою «Dopravné podniky mesta Košice». У 1999 році назву було змінено на Dopravný podnik mesta Košice.

## Система

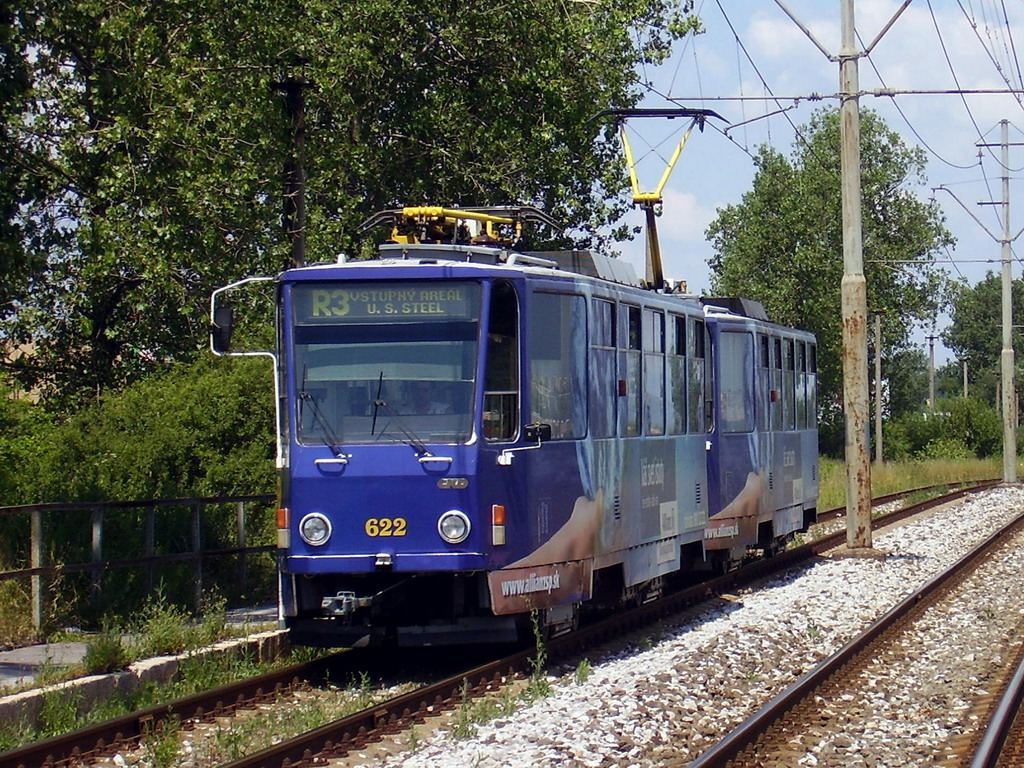
Трамвай T6A5 на маршруті «R3» перевозить робітників до прохідної US Steel

Кошицький громадський транспорт включає в себе трамваї, автобуси та тролейбуси. Існує 15 маршрутів трамваю із сукупною протяжністю 177 км, 41 автобусний маршрут загальною протяжністю 743,1 км, а також два тролейбусних маршрути загальною протяжністю 25,1 км. Маршрути розходяться від центру до промислових районів міста та селищ на околиці Кошиць.

## Тарифи
Пасажири зобовʼязані мати дійсний квиток. Станом на 2016 рік, пільговий квиток для студентів та дітей до 15 років коштує 0,25 євро. Пасажири старші за 70 років, інваліди та члени парламенту не сплачують за проїзд. Квитки є разовими, дійсні у певний час певного дня, тижня чи місяця, хоча студенти користуються особливими умовами. Приймаються також безконтактні смарт-картки, котрі випускають більшість словацьких транспортних компаній. Пасажири, котрі користуються такими картками, купують квитки за зниженими цінами. Проїзні тарифи на місяць, три або півроку діють лише на смарт-картках. Безлімітні проїзні картки доступні для працівників певних компаній. Також квиток можна придбати через SMS, у цьому раз вартість складатиме 0,80 євро.

## Рухомий склад

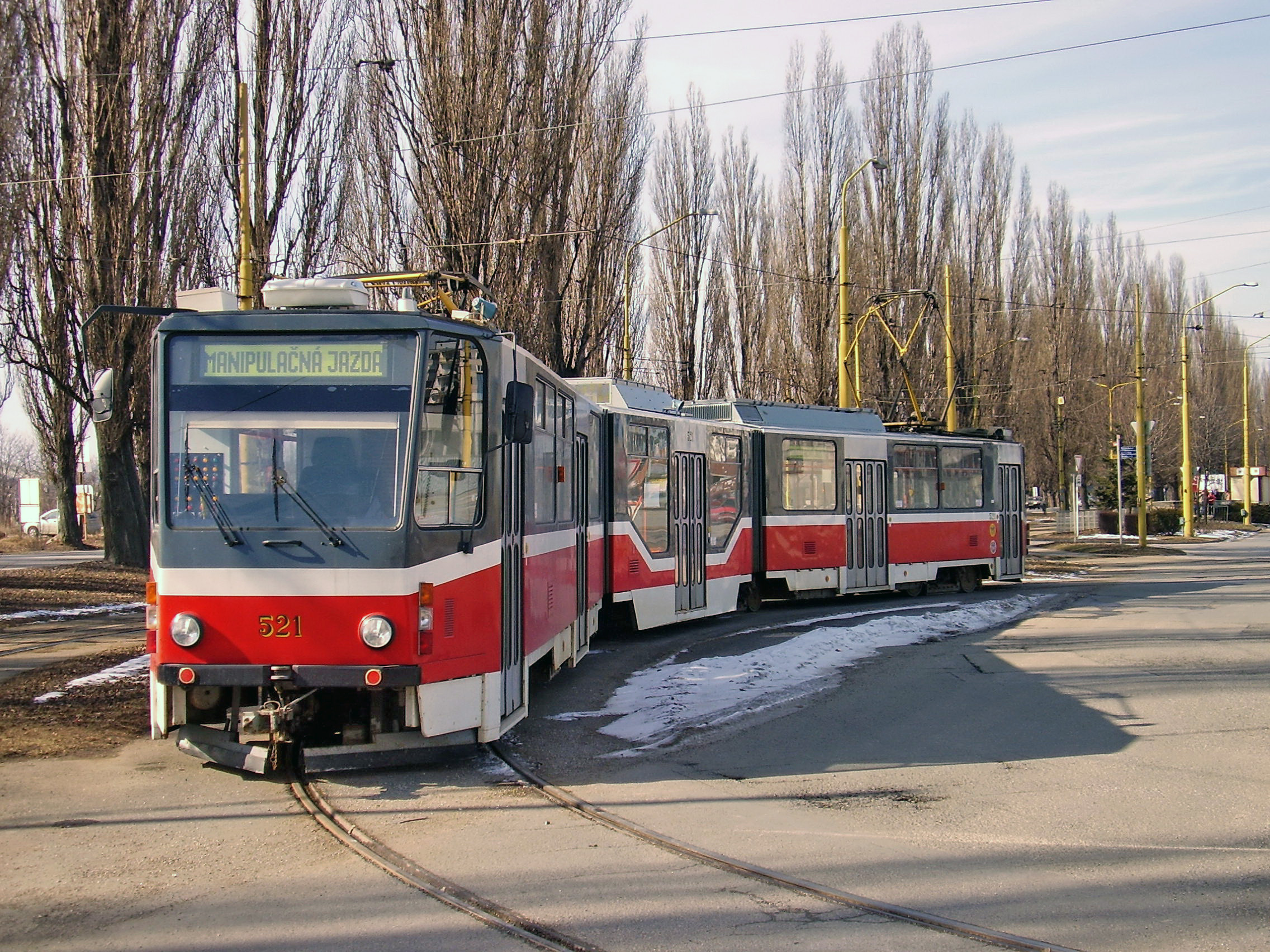
Трамвай KT8D5R.N2 з низькопідлоговою середньою секцією на кінцевій зупинці Важецька (Važecká)

### Трамваї

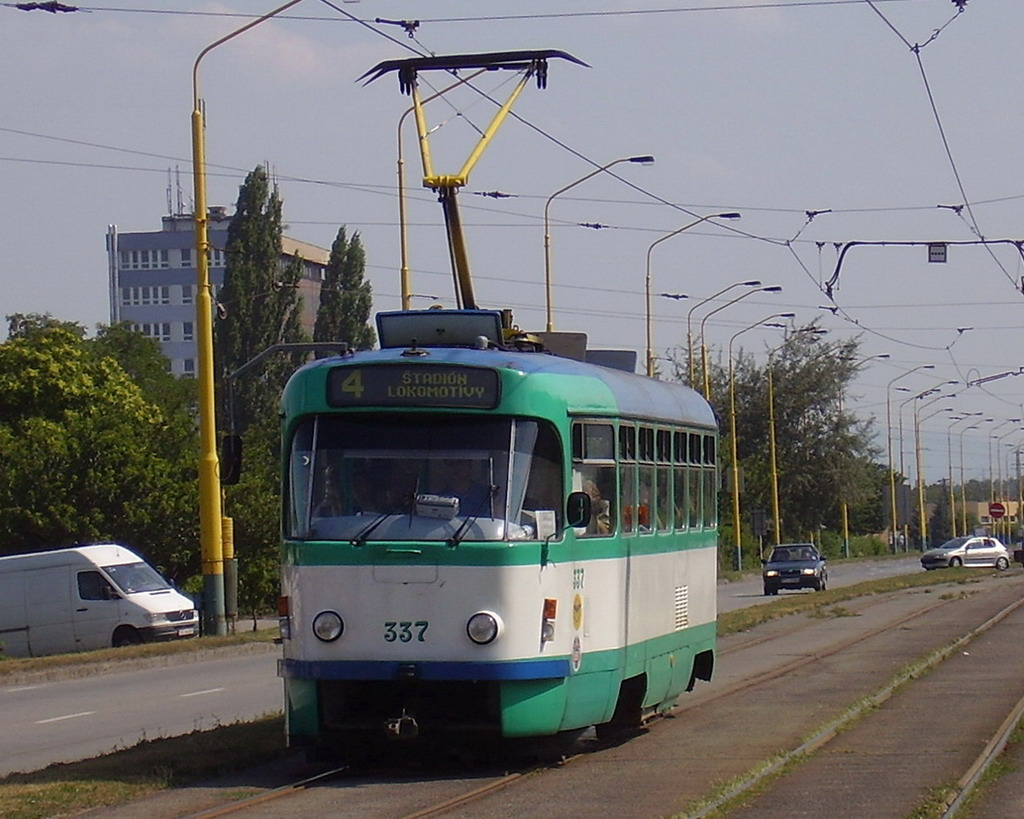
Модернізований трамвай T3

Усі трамваї, котрі працюють на маршрутах в Кошицях, було вироблено на ЧКД у 1982–1992 рр. Трамваї ходять стандартною колією шириною 1435 мм. Існує 4 типи трамваїв:
- Трамваї T3SUCS, вироблені в 1982–1989 рр.; 82 досі працюють DPMK, 110 вагонів було списано.
- Трамваї T6A5, вироблені в 1991–1992 рр.; на маршрутах працює 30 трамваїв.
- Трамваї KT8D5, вироблені в 1986–1991 рр.; 19 працюють на маршрутах, 21 вагон було продано.
- KT8D5R.N2, модернізована модель трамваїв KT8D5, до котрих додано низькопідлогову середню секцію. Модернізація відбувалася в 2003–2006 рр. На маршрутах працює 5 вагонів.

### Автобуси

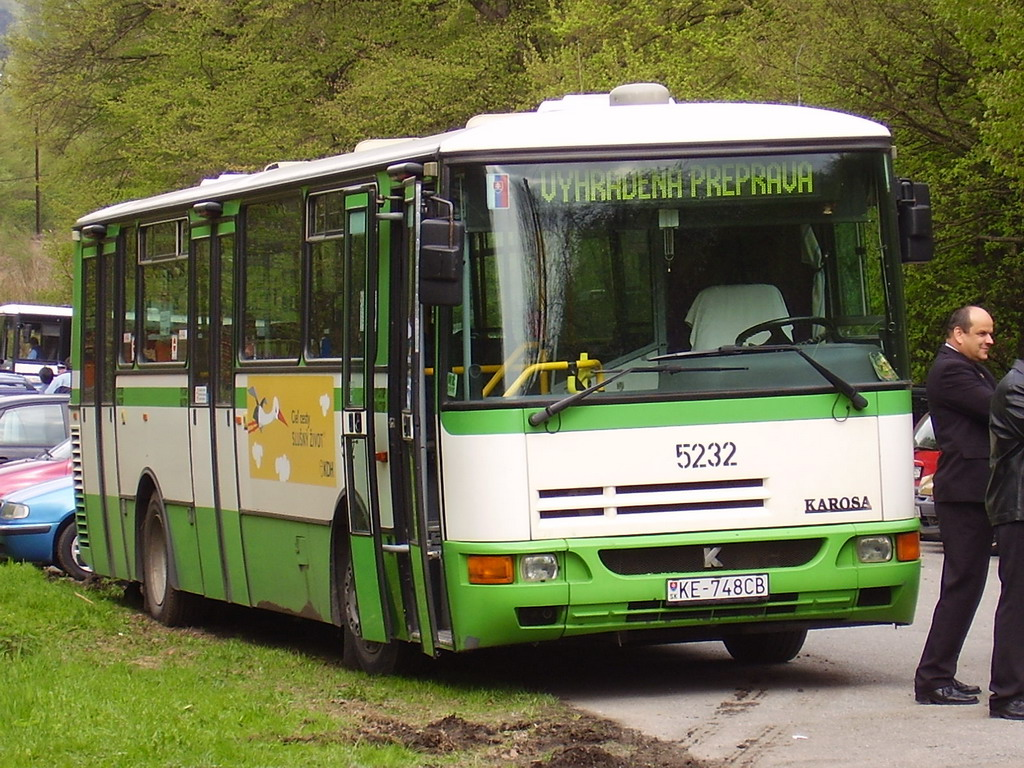
Автобус Karosa B932E

На DPMK працює 18 моделей автобусів 6 виробників:
- Автобуси Karosa, вироблені в 1994–2005 рр. компанією Iveco у місті Високе Мито, Чехія. Такі автобуси працюють на дизельному паливі або СПГ. На маршрутах працюють моделі C734, C744, B731, B732, B741, B932 та B941.
- Автобуси Solaris вироблені в 1999–2006 рр. компанією Solaris Bus & Coach SA. На маршрутах працюють моделі Urbino 12, Urbino 15, Urbino 15 CNG та Urbino 18.
- Автобуси Ikarus, вироблені в 1989—1997 рр. компанією Ikarus. На маршрутах працюють автобуси Ikarus 280, Ikarus 415 та Ikarus 435.
- Автобуси Novoplan C12, вироблені в 2002 р.
- Автобуси TEDOM модель C12 G, вироблені після 2007 р.
- Автобуси Irisbus Citelis, вироблені після 2009 р.

### Тролейбуси

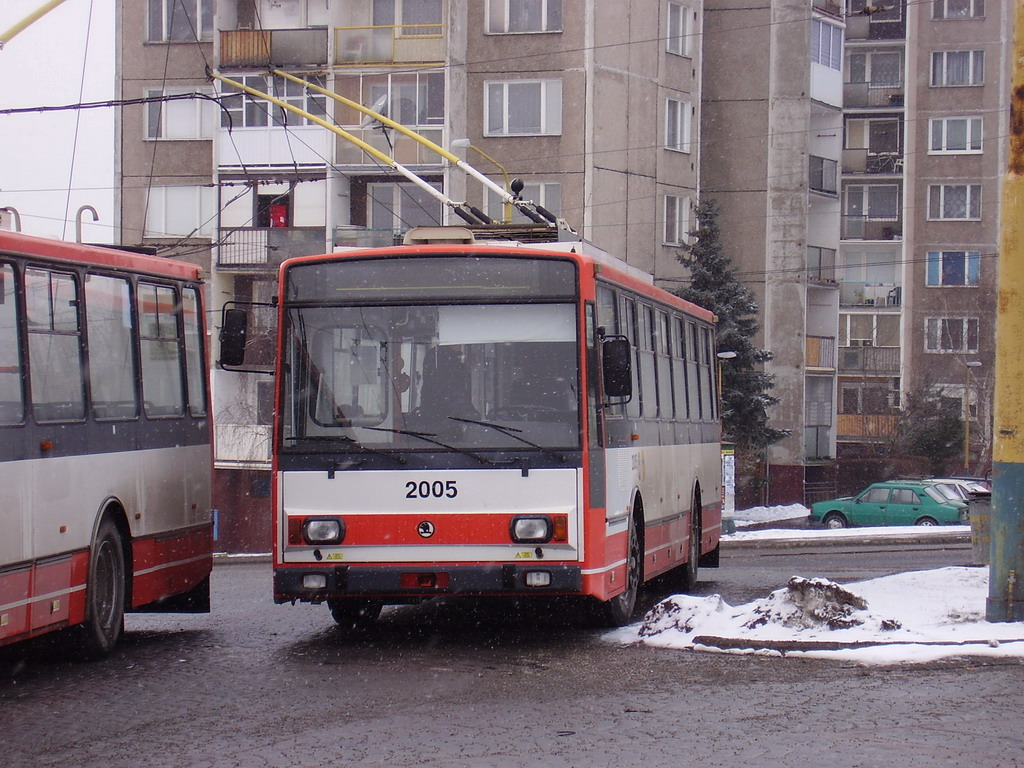
Тролейбус Škoda 14 Tr

На маршрутах працюють тролейбуси трьох моделей — Škoda 15 Tr, Škoda 15 TrM' Škoda 14 Tr — вироблені компанією Škoda (1989–1993) та модернізовані (1998–2006) на заводі Škoda в місті Остров;